# Fogassot
Fogassot  o Fogaçot fue un poeta español del siglo XV, que figura muy ventajosamente en el Cancionero de París.
Fue notario en Barcelona y floreció en la corte literaria del rey Juan I de Aragón. Se le debe un poema en diez estrofas sobre la Detenció y presó del Ilm. Senyor Don Karles, princep de Viana, escrito en Bruselas en 1460. La transcripción que Tornes Amat hace de unos fragmentos de esta obra es de Tastu. Todos los historiadotes literarios ponderan los méritos de Fogassot, cuyas obras dicen forman escuela dentro del humanismo literario del siglo XV.